# Hippia cinga
Hippia cinga är en fjärilsart som beskrevs av Druce 1911. Hippia cinga ingår i släktet Hippia och familjen tandspinnare. Inga underarter finns listade i Catalogue of Life.